# Mammicoccus balachowskyi
Mammicoccus balachowskyi är en insektsart som beskrevs av Miller och Mckenzie 1971. Mammicoccus balachowskyi ingår i släktet Mammicoccus och familjen ullsköldlöss.
Artens utbredningsområde är Peru. Inga underarter finns listade i Catalogue of Life.